# Kielecki Korpus Armii Krajowej
Kielecki Korpus Armii Krajowej – jeden z dwóch korpusów w strukturze organizacyjnej Armii Krajowej sformowanych latem 1944.
Zgodnie z założeniami planu „Burza” wyrażonymi w rozkazie z września 1942, oddziały partyzanckie miały zostać pogrupowane w oparciu o przedwojenne Ordre de Bataille WP.
W celu sprawnego dowodzenia odtworzonymi dywizjami i samodzielnymi pułkami z Okręgu Radom-Kielce AK powołano Kielecki Korpus AK (17 lipca - 26 sierpnia 1944). 
Stan osobowy Korpusu ok. 25 sierpnia wynosił 6430 żołnierzy i oficerów zgrupowanych w lasach koło Przysuchy:.

## Dowództwo
20 sierpnia dowództwo Korpusu stanowili:.
- dowódca - pułkownik "Mieczysław" (Jan Zientarski)
- szef sztabu – major dyplomowany "Wojan" (Wojciech Borzobohaty)
- szef I Oddziału - podpułkownik "Witold" (Jan Sokołowski)
- szef II Oddziału - major "Bartek" (Zygmunt Szewczyk)
- szef III Oddziału - major "Ryś" (Bolesław Jackiewicz) – cichociemny
- szef IV Oddziału - major "Radek" (Mieczysław Wolski)
- szef V Oddziału - major "Olszyna" (Tadeusz Dąbrowski)
- kwatermistrz – kapitan "Obuch" (Włodzimierz Talko)
- dowódca łączności - podporucznik "Buchara" (Władysław Gorczyca)
- dowódca saperów - podpułkownik "Topór" (NN)

## Skład
- 2 Dywizja Piechoty Legionów AK "Pogoń" – dowódca podpułkownik "Lin" (Antoni Żółkiewski)
  - 2 Pułk Piechoty Legionów AK – dowódca major/podpułkownik "Kruk" (Antoni Wiktorowski)
  - 3 Pułk Piechoty Legionów AK – dowódca kapitan "Świątek" (Stanisław Poreda)
  - 4 Pułk Piechoty Legionów AK – dowódca major "Wyrwa" (Józef Włodarczyk)
- 7 Dywizja Piechoty AK „Orzeł” – dowódca pułkownik dyplomowany "Czesław" (Gwido Kawiński)
  - 27 Pułk Piechoty AK – dowódca major "Korsak" (Franciszek Polkowski)
  - 74 Pułk Piechoty AK – p.o. dowódcy major "Jur" (Hipolit Świderski)
- 25 Pułk Piechoty AK – dowódca major "Leśniak" (Rudolf Majewski) z Inspektoratu Piotrków Trybunalski AK Okręgu Łódź
- 72 Pułk Piechoty AK – dowódca major "Stefan" (Wacław Wyziński)
- I batalion 172 pułku piechoty AK – porucznik "Grab" (Władysław Molenda)